# Haslarn (Neunburg vorm Wald)
Haslarn ist ein Ortsteil der Stadt Neunburg vorm Wald im Landkreis Schwandorf in Bayern.

## Geographie
Haslarn liegt circa acht Kilometer südöstlich von Neunburg vorm Wald südlich des Eixendorfer Stausees im Quellgebiet des Multbaches und des Haslarner Baches.

## Geschichte
Der Name Haslarn (auch Haslach, Hoslach, Hosla) deutet auf eine Siedlung am Rande eines Haselgebüsches hin.
Haslarn wurde 1424 erstmals urkundlich erwähnt.
1870 bestand Haslarn aus 15 Häuser und zählte 97 Einwohner.
1865 wurde Haslarn von Penting nach Seebarn umgepfarrt.
Am 23. März 1913 gehörte Haslarn zur Pfarrei Seebarn, bestand aus 14 Häusern und zählte 96 Einwohner.
Am 31. Dezember 1990 hatte Haslarn 66 Einwohner und gehörte zur Pfarrei Seebarn.
| Jahr      | 1870 | 1913 | 1990 |
| --------- | ---- | ---- | ---- |
| Einwohner | 97   | 96   | 66   |

## Kultur und Sehenswürdigkeiten
Etwa 500 Meter südwestlich von Haslarn befindet sich der Burgstall Bürgl, ein kreisrunder, mit niederem Gesträuch bewachsener Erdhügel. Diese Befestigungsanlage stammt wohl aus dem Mittelalter.